# شمس‌الحساب الفخری
شمس‌الحساب الفخری کتابی است در علم حساب به فارسی، تألیف شمس‌الدین عمر بن عبدالعزیز خُنجی صمکانی فارسی يكي از مشاهير خنج در آغاز سدهٔ هشتم هجری. در آغاز کتاب یادآور شده است: «کسی که از علم سیاقه و حساب حظی نداشته بود این کتاب ننویسد تا دُرر و لئالی آن که در سلک لطایف منخرط گردانیده از عقد گسسته نگردد.»
به نظر ایرج افشار این کتاب در دوران حکومت خاندان طیبی بر فارس نوشته شده و به یکی از اعضای این خاندان اهداء شده است. مؤلف، دانشمندی از وزرای فارس از آغاز سدهٔ هشتم هجری است.
به نظر محمدامین خنجی این کتاب، نخستین کتاب تخصصی در علم حساب به زبان پارسی است. این کتاب که از مجموعه نسخه‌های خطی اهدایی سلطانعلی شیخ الاسلامی بهبهانی است در سال ۱۳۸۷ با مقدمهٔ ایرج افشار توسط مرکز دائرةالمعارف بزرگ اسلامی منتشر شد. نسخه خطی این اثر به خط نسخ کهن و نام کاتب آن محمد بن زاهدبن محمدبن یوسف است. اهمیت این اثر قرن هشتمی ذکر مسائل مربوط به امور معاملات و به ویژه عرضه کردن مسائل محاسبه‌ای است. نسبت «الفخری» بر عنوان اثر، به نام «فخرالدین» برمی‌گردد که تقدیم این کتاب را به یکی از اعضای خاندان امرای «طیبی» مسجل می‌سازد. خاندانی که بین سال‌های ۶۹۲ تا ۷۲۵ هجری در فارس حکومت داشته است. بنابرشواهد تاریخی حدس زده می‌شود که کتاب بین سال‌های ۶۹۹ تا ۷۰۴ هجری، یعنی زمان حملهٔ مغول‌ها به فارس تا ایام مرگ «فخرالدین احمد» فرزند «جمال‌الدین ابراهیم طیبی» نوشته شده و به نام او «شمس‌الحساب الفخری» نامیده شده است.